# Antwerp Tower
Antwerp Tower – modernistyczny wieżowiec, znajdujący się w Antwerpii, przy ulicy De Keyserlei, obok Opery Flamandzkiej (niderl. Vlaamse Opera). Został oddany do użytku w 1974 roku i miał wówczas całkowitą wysokość wynoszącą 87 m. W trakcie renowacji z lat 2017–2021 jego wysokość zwiększyła się do 100,70 m, dzięki czemu stał się drugim najwyższym obiektem budowlanym w Antwerpii. Jest ponadto 20. pod względem wysokości wieżowcem w Belgii (stan na 2022 rok).

## Historia
Budynek został zbudowany w stylu modernistycznym w 1974 roku według projektu architektów Guya Peetersa i Jozefa Fuyena na miejscu zniszczonego w czasie II wojny światowej, powstałego w latach 1900–1901 Grand Hotelu Weber, bogatego w detale architektoniczne budynku z okresu belle époque. W momencie otwarcia, które nastąpiło 9 maja 1974 roku, przeznaczony do celów biurowych budynek miał 87 m całkowitej wysokości. Jego powstanie od samego początku budziło kontrowersje z powodu lokalizacji w pobliżu historycznego centrum Antwerpii, tuż obok ikonicznej Opery Flamandzkiej (niderl. Vlaamse Opera). Później wieżowiec trafiał także na różne listy „najbrzydszych budynków w Europie”.
W latach 90. XX wieku wśród najemców pomieszczeń w budynku znajdowały się kontrolowane przez przestępców pochodzących z Izraela i krajów byłego ZSRR podmioty, którymi po latach zajmowały się antwerpskie organy ścigania oraz sądownictwo.
W 2012 roku firma Wilma Project Development, będąca częścią Matexi Group, wykupiła udziały w różnych przedsiębiorstwach, które były właścicielami poszczególnych części wieżowca. Nowy właściciel budynku zapowiedział wówczas podjęcie „szeregu działań” mających na celu „zwiększenie jego atrakcyjności”.
W latach 2017–2021 budynek poddano renowacji, za której projekt odpowiadały biura architektoniczne ELD Architects i Wiel Arets Architect & Associates. W jej trakcie, w 2019 roku zyskał nową całkowitą wysokość wynoszącą 100,70 m, za sprawą której przejął po Boerentoren miano drugiego pod względem wysokości obiektu budowlanego w mieście, za katedrą Najświętszej Marii Panny. Podczas prac renowacyjnych budynek dostał ponadto zupełnie nową elewację z balkonami, nieobecnymi w oryginale. Zmianie uległa również jego funkcja – stał się obiektem mieszkalno-handlowo-biurowym. Część mieszkalna rozciąga się na 26. kondygnacjach i składa się z 241 apartamentów oraz penthouse’ów. Taki stan rzeczy w połączeniu z wysokością czyni z Antwerp Tower najwyższy budynek mieszkalny w Antwerpii. Na parterze znalazło się natomiast 4000 m² powierzchni handlowej i 4600 m² powierzchni biurowej. Na dachu obiektu ulokowano panele słoneczne i ogród, z kolei w jego podziemiach urządzono parking na 250 samochodów oraz 700 rowerów.

## Galeria

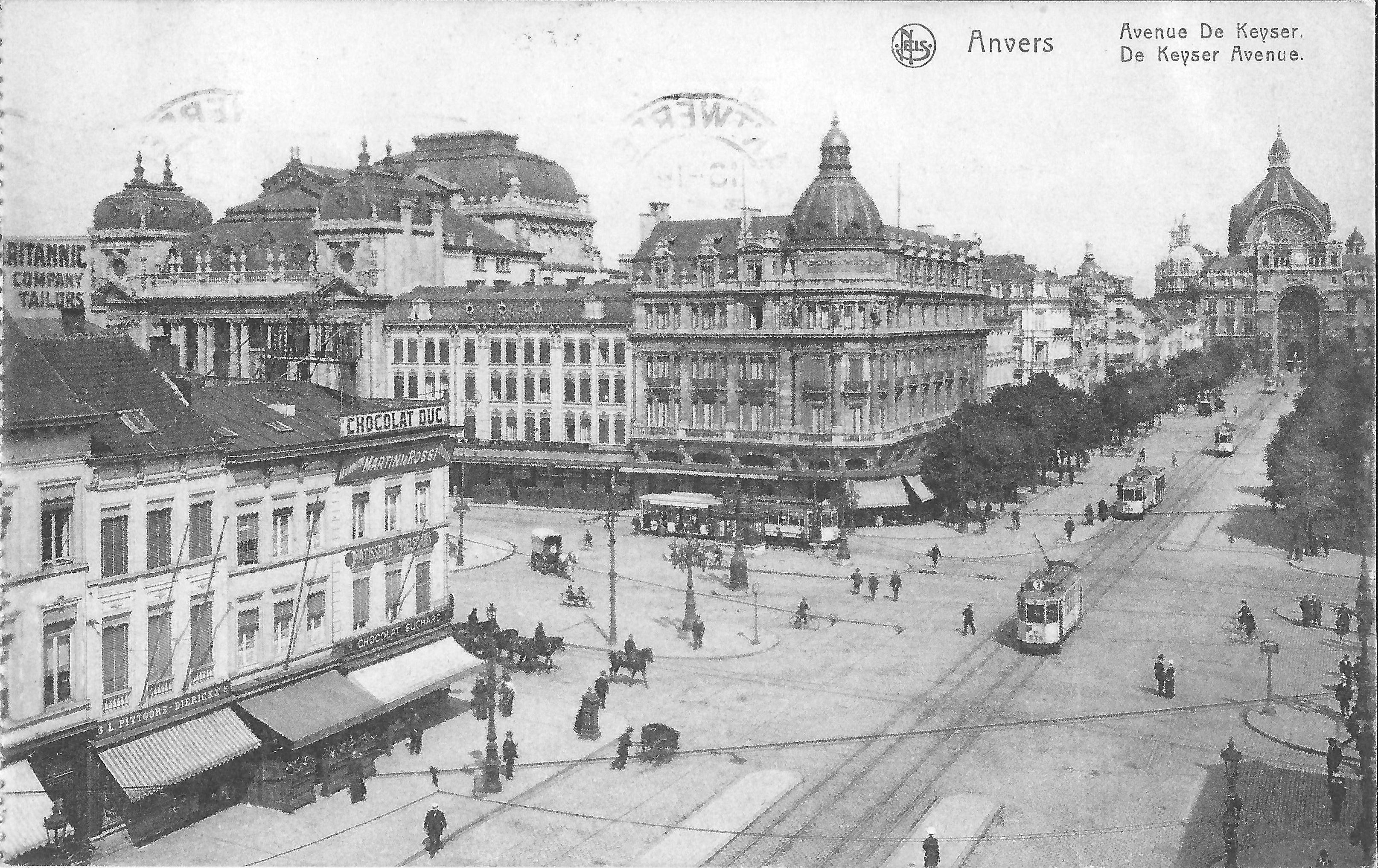
Grand Hotel Weber na pocztówce z 1920 roku
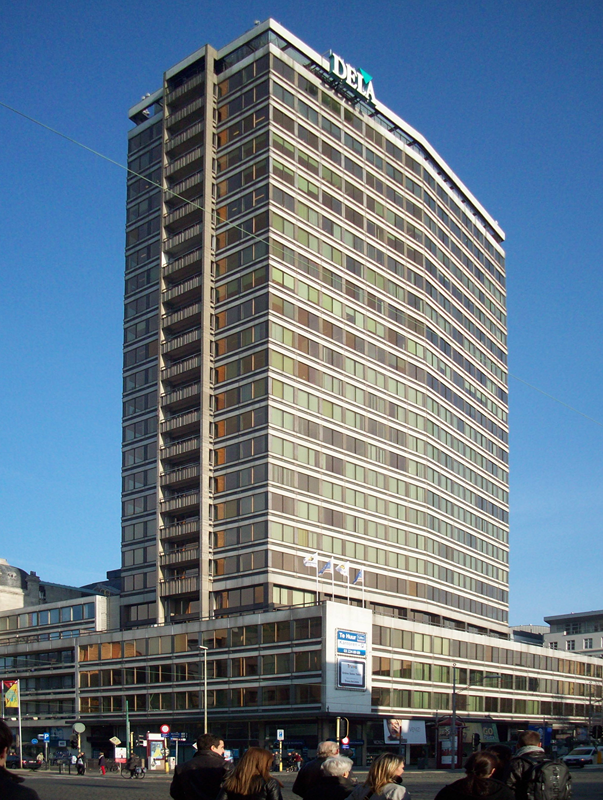
Budynek w 2011 roku
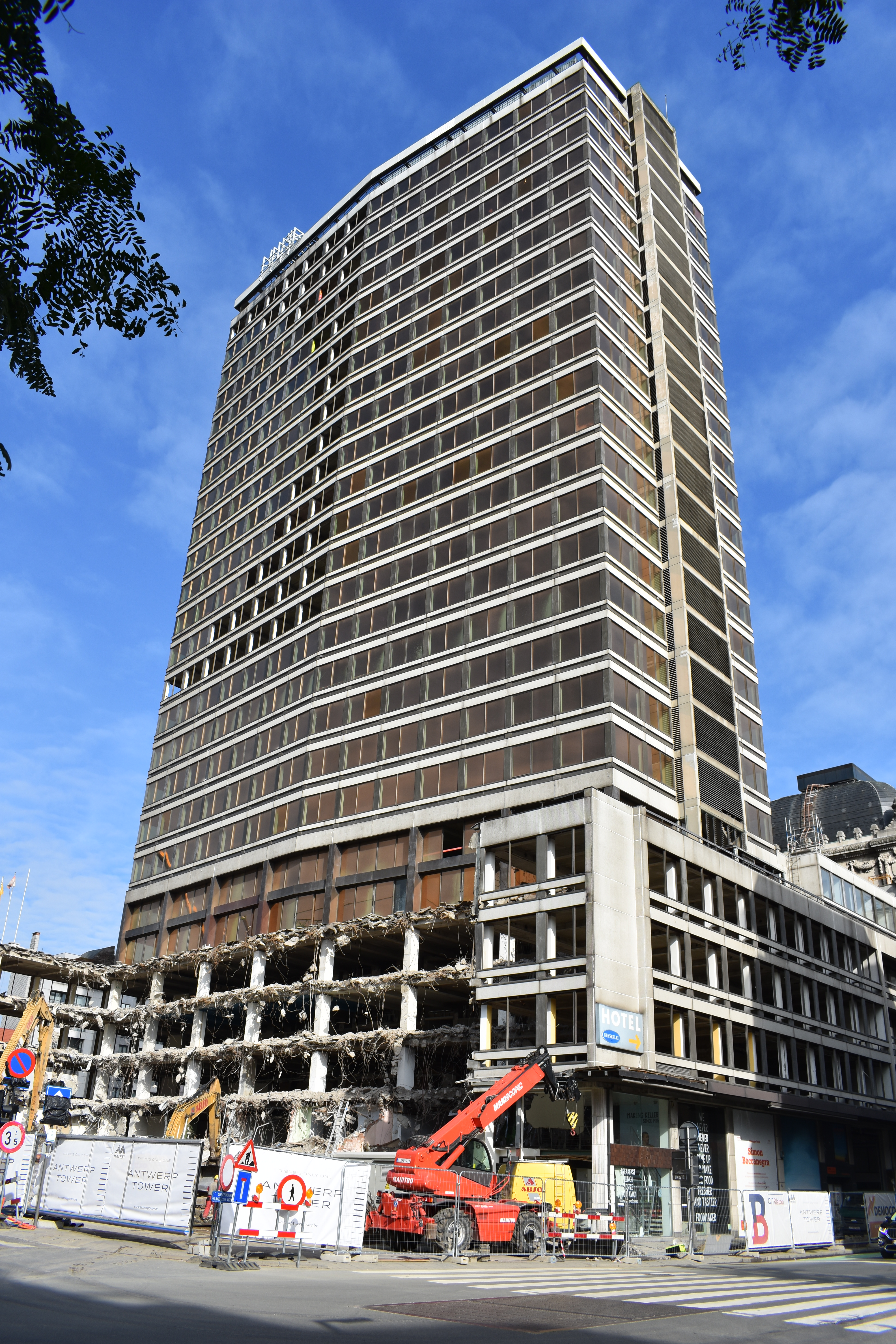
Budynek w trakcie renowacji w 2017 roku
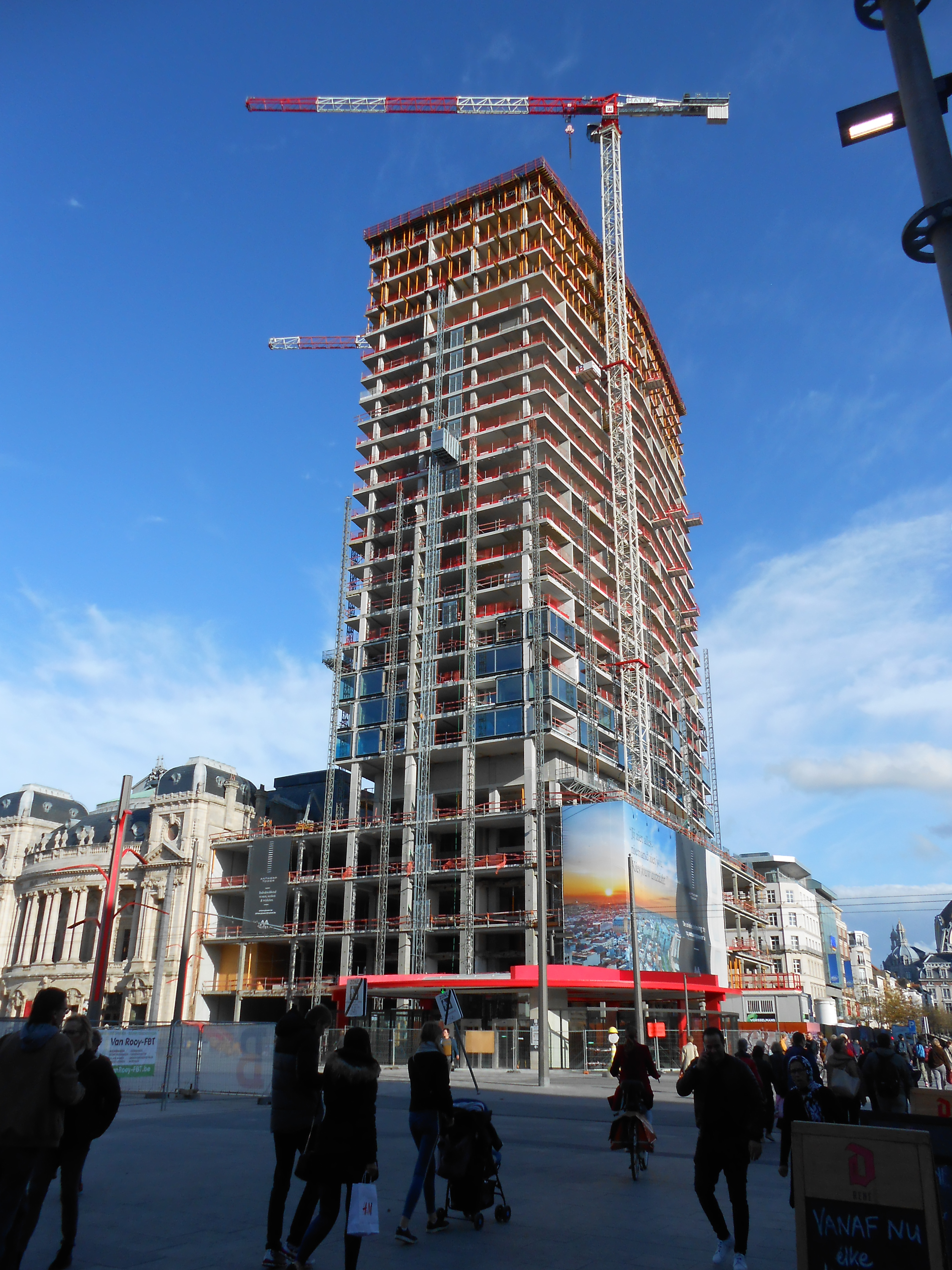
Budynek w trakcie renowacji w 2019 roku